# پیا زادورا
پیا زادورا (انگلیسی: Pia Zadora؛ زادهٔ ۴ مهٔ ۱۹۵۴) یک خواننده، و هنرپیشه اهل ایالات متحده آمریکا است.

## بخشی از فیلمشناسی
از فیلم‌ها یا برنامه‌های تلویزیونی که وی در آن نقش داشته‌است می‌توان به آثار زیر اشاره کرد.
- سانتا کلاوز مریخ را فتح می‌کند (۱۹۶۴)
- پروانه (فیلم ۱۹۸۲) (۱۹۸۲)
- بانوی تنها (۱۹۸۳)
- اسپری مو (فیلم ۱۹۸۸) (۱۹۸۸)
- سربازان بورلی هیلز (۱۹۸۹)
- سلاح عریان سی و سه و یک‌سوم: آخرین اهانت (۱۹۹۴)
- فریژر (۱۹۹۹)